# Fissidens townsendianus
Fissidens townsendianus là một loài Rêu trong họ Fissidentaceae. Loài này được Pursell mô tả khoa học đầu tiên năm 1994.